# قلعه گردان
قلعه گردان مربوط به دوره تیموریان است و در شهرستان رودسر، بخش رحیم‌آباد، روستای تول لات واقع شده و این اثر در تاریخ ۱۴ مرداد ۱۳۸۲ با شمارهٔ ثبت ۹۴۰۸ به‌عنوان یکی از آثار ملی ایران به ثبت رسیده‌است.